# Хав'єр Портільйо (іспанський футболіст)
Хав'єр Гарсія Портільйо (ісп. Javier García Portillo; нар. 30 березня 1982, Аранхуес) — іспанський футболіст, що грав на позиції нападника, зокрема за «Реал Мадрид» та молодіжну збірну Іспанії.

## Клубна кар'єра
Народився 30 березня 1982 року в Аранхуесі. Вихованець кантери клубу «Реал Мадрид».
У дорослому футболі дебютував 2001 року виступами за команду дублерів «Реал Мадрид Кастілья» у третьому іспанському дивізіоні. Вже з наступного року почав включатися до заявки головної команди «вершкових», а в сезоні 2002/03 дебютував в іграх Ла-Ліги і взяв участь у 10 іграх чемпіонату. Наступного року отримав більше ігрового часу, утім гравцем основного складу не став.
Другу половину 2004 року відіграв в оренді в італійській «Фіорентині», звідки його відкликав Вандерлей Лушембурго, новий головний тренер «Реала». Утім гравець не вразив наставника і, провівши за півсезону лише 4 офіційні гри, був знову відданий в оренду, цього разу до бельгійського «Брюгге», де протягом сезону був серед гравців основного складу.
Влітку 2006 року повернувся до «Реала», проте мав небагато шансів заграти в команді, де його конкурентами були Рауль, Рууд ван Ністелрой, Антоніо Кассано і Роналду, тож залишив рідний клуб на правах вільного агента.
Провів непоганий сезон 2006/07 у складі «Хімнастіка», хоча його команда врешті-решт втратила місце у Ла-Лізі. Після цього став гравцем також вищолігової «Осасуни», де вже мав проблеми з потраплянням до основного складу.
На початку 2010 року став гравцем друголигового «Еркулеса», допомігши йому пробитися до Ла-Ліги, і в сезоні 2010/11 знову грав в елітному дивізіоні. Згодом у його кар'єрі був друголіговий «Лас-Пальмас», з якого він влітку 2012 року повернувся до «Еркулеса». Відіграв за цю команду по два сезони у другому і третьому дивізіонах першості Іспанії, після чого 2016 року завершив професійні виступи на футбольному полі.

## Виступи за збірну
Протягом 2002—2003 років залучався до складу молодіжної збірної Іспанії. На молодіжному рівні зіграв у 10 офіційних матчах, забив 5 голів.

## Статистика виступів

### Статистика клубних виступів
| Сезон                   | Команда                 | Чемпіонат               | Чемпіонат | Чемпіонат | Національний кубок | Національний кубок | Національний кубок | Континентальні кубки | Континентальні кубки | Континентальні кубки | Інші змагання | Інші змагання | Інші змагання | Усього | Усього |
| Сезон                   | Команда                 | Ліга                    | Ігор      | Голів     | Ліга               | Ігор               | Голів              | Ліга                 | Ігор                 | Голів                | Ліга          | Ігор          | Голів         | Ігор   | Голів  |
| ----------------------- | ----------------------- | ----------------------- | --------- | --------- | ------------------ | ------------------ | ------------------ | -------------------- | -------------------- | -------------------- | ------------- | ------------- | ------------- | ------ | ------ |
| 2001–02                 | «Реал Мадрид Кастілья»  | СДБ                     | 23+5      | 15+2      | -                  | -                  | -                  | -                    | -                    | -                    | -             | -             | -             | 28     | 17     |
| 2001–02                 | «Реал Мадрид»           | ПД                      | 0         | 0         | КІ                 | 0                  | 0                  | ЛЧ                   | 1                    | 1                    | СІ            | 0             | 0             | 1      | 1      |
| 2002–03                 | «Реал Мадрид»           | ПД                      | 10        | 5         | КІ                 | 6                  | 8                  | ЛЧ                   | 7                    | 1                    | СУ+МКК        | 1+0           | 0             | 24     | 14     |
| 2003–04                 | «Реал Мадрид»           | ПД                      | 18        | 1         | КІ                 | 7                  | 1                  | ЛЧ                   | 4                    | 0                    | СІ            | 1             | 0             | 30     | 2      |
| 2004-січ. 2005          | «Фіорентина»            | A                       | 11        | 1         | КІ                 | 6                  | 3                  | -                    | -                    | -                    | -             | -             | -             | 17     | 4      |
| січ.-черв. 2005         | «Реал Мадрид»           | ПД                      | 3         | 0         | КІ                 | 1                  | 0                  | ЛЧ                   | 0                    | 0                    | -             | -             | -             | 4      | 0      |
| Усього за «Реал Мадрид» | Усього за «Реал Мадрид» | Усього за «Реал Мадрид» | 31        | 6         |                    | 14                 | 9                  |                      | 12                   | 2                    |               | 2             | 0             | 59     | 17     |
| 2005–06                 | «Брюгге»                | Д1                      | 24        | 8         | КБ                 | 0                  | 0                  | ЛЧ+КУЄФА             | 6+2                  | 2+1                  | СБ            | -             | -             | 32     | 11     |
| 2006–07                 | «Хімнастік»             | ПД                      | 34        | 11        | КІ                 | 2                  | 1                  | -                    | -                    | -                    | -             | -             | -             | 36     | 12     |
| 2007–08                 | «Осасуна»               | ПД                      | 18        | 2         | КІ                 | 2                  | 0                  | -                    | -                    | -                    | -             | -             | -             | 20     | 2      |
| 2008–09                 | «Осасуна»               | ПД                      | 20        | 1         | КІ                 | 2                  | 0                  | -                    | -                    | -                    | -             | -             | -             | 22     | 1      |
| 2009-січ. 2010          | «Осасуна»               | ПД                      | 2         | 0         | КІ                 | 1                  | 0                  | -                    | -                    | -                    | -             | -             | -             | 3      | 0      |
| Усього за «Осасуну»     | Усього за «Осасуну»     | Усього за «Осасуну»     | 40        | 3         |                    | 5                  | 0                  |                      | -                    | -                    |               | -             | -             | 45     | 3      |
| січ.-черв. 2010         | «Еркулес»               | СД                      | 16        | 5         | КІ                 | 2                  | 0                  | -                    | -                    | -                    | -             | -             | -             | 18     | 5      |
| 2010–11                 | «Еркулес»               | ПД                      | 26        | 1         | КІ                 | 2                  | 1                  | -                    | -                    | -                    | -             | -             | -             | 28     | 2      |
| 2011–12                 | «Лас-Пальмас»           | СД                      | 34        | 8         | КІ                 | 1                  | 0                  | -                    | -                    | -                    | -             | -             | -             | 35     | 8      |
| 2012–13                 | «Еркулес»               | СД                      | 40        | 17        | КІ                 | 1                  | 0                  | -                    | -                    | -                    | -             | -             | -             | 41     | 17     |
| 2013–14                 | «Еркулес»               | СД                      | 38        | 10        | КІ                 | 0                  | 0                  | -                    | -                    | -                    | -             | -             | -             | 38     | 10     |
| 2014–15                 | «Еркулес»               | СДБ                     | 32+4      | 9         | КІ                 | 1                  | 1                  | -                    | -                    | -                    | -             | -             | -             | 37     | 10     |
| 2015–16                 | «Еркулес»               | СДБ                     | 13        | 0         | КІ                 | 1                  | 0                  | -                    | -                    | -                    | -             | -             | -             | 14     | 0      |
| Усього за «Еркулес»     | Усього за «Еркулес»     | Усього за «Еркулес»     | 165+4     | 42        |                    | 7                  | 2                  |                      | -                    | -                    |               | -             | -             | 176    | 44     |
| Усього за кар'єру       | Усього за кар'єру       | Усього за кар'єру       | 371       | 96        |                    | 35                 | 15                 |                      | 20                   | 5                    |               | 2             | 0             | 428    | 116    |

## Титули і досягнення
| - Переможець Ліги чемпіонів УЄФА (1): «Реал Мадрид»: 2001–2002 - Володар Суперкубка УЄФА (1): «Реал Мадрид»: 2002 - Володар Міжконтинентального кубка (1): «Реал Мадрид»: 2002 - Чемпіон Іспанії (1): «Реал Мадрид»: 2002–2003 - Володар Суперкубка Іспанії з футболу (1): «Реал Мадрид»: 2003 - Володар Суперкубка Бельгії (1): «Брюгге»: 2005 | - Найкращий бомбардир Кубка Іспанії з футболу (1): 2002–2003 (8 голів) |